# NGC 894
NGC 894 is een spiraalarm van het sterrenstelsel NGC 895 in het sterrenbeeld Walvis. Het hemelobject werd op 28 november 1856 ontdekt door de Ierse astronoom William Parsons.